# Elisabet de Brabant
La princesa Elisabet de Brabant, duquessa de Brabant (en neerlandès Elisabeth Theresia Maria Helena i en francès Élisabeth Thérèse Marie Hélène; Brussel·les, 25 d'octubre de 2001), és l'hereva natural del tron de Bèlgica. Filla gran del rei Felip i la reina Matilde, adquirí la seva posició actual quan el seu avi Albert II abdicà en favor del seu pare el 21 de juliol de 2013.